# Westerado: Double Barreled
Westerado: Double Barreled is een open-wereld top-down-shooter ontwikkeld door de Nederlandse studio Ostrich Banditos en uitgegeven door Adult Swim Games. Het spel, dat een uitgebreide versie is van het browserspel Westerado, werd uitgebracht op 15 april 2015 voor pc en op 9 december 2016 voor Xbox One.

## Spel
Het spel is geïnspireerd door westernfilms met een wraakmotief. De protagonist begint hun zoektocht naar wraak nadat hun familie is vermoord en hun ranch in brand is gestoken door een proceduraal gegenereerde personage. Ze krijgen informatie over de kleding van de moordenaar en vertrekken om hun familie te wreken. Het doel van het spel is om de moordenaar van de familie te vinden door middel van dialoog, schieten en het uitvoeren van opdrachten.
De speler reist tussen steden, verzamelt informatie en voert verschillende taken uit, zoals het verdedigen van een ranch of het wegsturen van een dronkaard uit een saloon. Informatie over de moordenaar wordt in een notitieboek bijgehouden en op een opsporingsposter weergegeven. Spelers kunnen personages beschuldigen en ondervragen, maar doden kan waardevolle informatie kosten. De speler gebruikt een revolver voor gevechten, die handmatig geladen moet worden. Later kunnen andere wapens, zoals een jachtgeweer, worden aangeschaft. Het spel kan, naast singleplayer, ook in co-op-modus worden gespeeld.

## Spelontwikkeling
De ontwikkeling van Westerado begon als een schoolproject van drie studenten: John Gottschalk, Jordi Boin en Jeroen Wimmers. Na een paar maanden werk resulteerde dit in een prototype waarin de speler rondliep en op bandieten kon schieten. Om de ontwikkeling te stroomlijnen, ontwikkelden ze tools voor vertakkende dialogen en een leveleditor om snel omgevingen te bouwen.
Na de formatie van Ostrich Banditos, met twee extra studenten, presenteerden ze Westerado aan Adult Swim, die op zoek waren naar computerspelontwikkelaars. Om het spel aantrekkelijker te maken, besloten ze om de moord op de moeder en broer van de protagonist, die eerder een kleine scène was, centraal te stellen in het verhaal. Het hoofddoel van de speler werd het vinden van de moordenaar.
Het spel werd oorspronkelijk uitgebracht als browserspel op de website van Adult Swim. Na de release werd het spel twee miljoen keer gespeeld. Dit succes leidde tot een deal met Adult Swim om een uitgebreidere versie van het spel te ontwikkelen voor Steam, wat leidde tot Westerado: Double Barreled.

## Ontvangst
Het originele spel werd door de jury van de Dutch Game Awards uitgeroepen tot beste browserspel van 2013.
Westerado: Double Barreled werd over het algemeen positief ontvangen door zowel critici als spelers. Het spel werd gewaardeerd om zijn unieke gameplay, het verhaal en de pixelart. Vooral de mogelijkheid voor de speler om op elk moment een wapen te trekken, zelfs tijdens gesprekken, werd genoemd als een kenmerk dat bijdroeg aan het gevoel van vrijheid en de onvoorspelbaarheid van de gameplay. De toepassing van procedurale generatie, waarbij de identiteit van de moordenaar per speelbeurt willekeurig wordt bepaald, werd eveneens positief beoordeeld vanwege de variatie die dit aan de speelervaring toevoegde. Sommige recensenten hebben echter opgemerkt dat de besturing tijdens vuurgevechten lastig kan zijn en dat het spel repetitief kan worden na meerdere keren spelen. Het spel behaalde een score van 79% op OpenCritic.